# For Your Eyes Only
For Your Eyes Only é um filme anglo-norte-americano de acção, aventura e espionagem de 1981, o 12.º filme da série de James Bond e o 5.º com Roger Moore no papel do agente. 
O filme foi realizado por John Glen e produzido por Albert R. Broccoli, com o argumento escrito por Michael G. Wilson e Richard Maibaum.
Bond tem como missão recuperar um sistema de mísseis chamado ATAC (Comunicador de Ataque Automático) que, em mãos erradas, pode pôr em risco todo a frota de submarinos britânicos com mísseis Polaris.

## Enredo
Durante o prólogo, Bond visita o túmulo da sua ex-mulher Tracy, morta por Blofeld no filme On Her Majesty's Secret Service. Um helicóptero aterra no qual entra o agente após receber uma mensagem de M. Porém, Blofeld passa a controlar remotamente o helicóptero. O agente consegue neutralizar o sinal e, com a parte inferior do helicóptero, colhe a cadeira de rodas de Blofeld e lança-o para uma chaminé industrial o eliminando. Esta morte de Blofeld vale para linha do tempo original da EON, já que no reboot com Daniel Craig no papel de James Bond, Ernst Stavro Blofeld está vivo e aparece em 007 Contra Spectre e em 007 - Sem Tempo para Morrer.
Pouco depois, um barco-espião britânico disfarçado de pesqueiro com um sistema de localização automática chamado ATAC, cuja função é a comunicação entre as frotas britânicas e os submarinos com mísseis Polaris, é afundado no Mar Jónico após uma mina se agarrar nas redes. Para recuperar o sistema, o governo de Sua Majestada contacta um oceanógrafo chamado Timothy Havelock, que antes de poder transmitir a situação, é assassinado por um assassino de aluguel cubano, Hector Gonzales. A filha de Timothy, Melina, sobrevive e jura vingança. O ministério da Defesa e o Governo ordenam a Bond a recuperação do sistema ATAC. É-lhe explicado que o sistema tem muito interesse por parte de outras potências para o controlo dos submarinos. O agente vai atrás de Gonzales, em Espanha, onde é capturado por este na sua mansão. Porém, Melina mata o assassino com sua besta. Melina e 007 fogem da mansão pelos campos à volta desta.
De regresso à Inglaterra, Bond pede a ajuda a Q para reconstruir uma pessoa que vira na mansão de Gonzales e reconhece que é Emile Locque. Bond vai para a Itália, onde o empresário grego Aristotle Kristatos diz que Locque trabalha para um contrabandista chamado Milos Columbo.
O agente parte à procura de Columbo e entra em confronto com ele. Columbo diz-lhe que afinal Locque é um homem contratado por Kristatos, e que o empresário é aliado da KGB e quer recuperar o ATAC para dar aos soviéticos. O agente, juntamente com Columbo, infiltram-se uma fábrica de Kristatos que esconde ópio onde encontram Locque. Locque tenta fugir no seu automóvel e no fim da perseguição é preso num penhasco. Bond mata Locque dando um pontapé contra seu carro, que acaba por cair.
Bond, Melina e Columbo descobrem que Kristatos está no monastério grego de São Cirilo, situado no alto de uma montanha. Com a ajuda dos homens de Columbo, Bond escala até o templo de modo a poder fazer descer uma cesta de transporte entre o alto e a base. Com os homens Columbo na cesta, Bond activa o sistema e fá-los subir.
Segue uma luta, na qual Bond recupera o sistema ATAC e convence Melina a não matar Kristatos depois deste se render. Kristatos tenta matar o agente com uma arma escondida, sendo assim espetado com uma faca por Columbo. O general Gogol chega de helicópetro para receber o ATAC mas Bond atira-o num penhasco acabando por se destruir. Bond justifica dizendo:
"Détente, camarada. Você não tem, eu não tenho".

## Elenco
Para atuar no filme, o elenco inclui:
- Roger Moore - James Bond
- Carole Bouquet- Melina Havelock
- Julian Glover - Aristotle Kristatos
- Topol - Milos Columbo
- Cassandra Harris - Condessa Lisl von Schlaf
- Lynn-Holly Johnson - Bibi Dahl
- Jill Bennett - Jacoba Brink
- John Wyman - Erich Kriegler
- Jack Hedley - Sir Timothy Havelock
- Lois Maxwell - Miss Moneypenny
- Desmond Llewelyn - Q
- Michael Gothard - Emile Locque
- Walter Gotell - General Gogol
- Geoffrey Keen - Sir Frederick Gray, Ministro da Defesa
- Charles Dance - Claus
- James Villiers - Bill Tanner
- Caroline "Tula" Cossey (não creditada)

For Your Eyes Only é o único filme da franquia original sem a participação de M, devido á morte de Bernard Lee em 1981. Bill Tanner e Frederick Gray comandam Bond em seu lugar, justificando que M estava de licença.

## Produção
No verão de 1979, a série atinge o seu clímax com Moonraker e muitos fãs perguntam o que sucederá a partir daquela data. A resposta seria Trazer James Bond de regresso à Terra.
Broccoli afirma que é necessário fazer Bond entrar no mundo dos anos 1980 e os diretores da série anterior, Terence Young , Guy Hamilton , Lewis Gilbert e Peter Hunt não puderam dirigir porque o estúdio não tinha condições de contratá-los e John Glen é promovido para realizar o filme. Richard Maibaum baseia-se em dois contos da colecção For Your Eyes Only: um com o mesmo nome e outro chamado Risico e também em alguns trechos de Live and Let Die. Os argumentistas decidem fazer regressar Bond ao passado com certos aspectos dos anteriores filmes bem como a morte de Tracy em On Her Majesty's Secret Service. Com Ken Adam indisponível, os responsáveis regressem a Peter Lamont para a direcção artística.
O filme também foi um esforço deliberado para trazer a série de mais de volta à realidade, após o sucesso de Moonraker em 1979. o co-escritor  Michael G. Wilson ressaltou: "Se fomos pelo caminho do Moonraker coisas seria apenas ficar mais bizarro, então precisávamos voltar ao básico ". Para esse fim, a história que surgiu era mais simples, não uma em que o mundo estivesse em risco, mas retornando a série a um thriller da Guerra Fria; Bond também confiava mais em sua inteligência do que em dispositivos para sobreviver. Glen decidiu representá-lo simbolicamente com uma cena em que o Lótus de Bond se explode e força 007 a confiar no mais humilde Citroën 2CV de Melina.

### Casting
Roger Moore assinou originalmente um contrato de três filmes com a Eon Productions, que cobria suas três primeiras participações em The Spy Who Loved Me. Posteriormente a isso, o ator negociou contratos filme por filme. incerteza em torno de seu envolvimento em For Your Eyes Only , considerando sua idade, levou a que outros atores fossem considerados para assumir. Timothy Dalton foi fortemente considerado, mas Dalton recusou, pois não gostava da direção que a série estava tomando na época. Quando Moore descobriu que Broccoli e Saltzman eram atores de teste de tela sem o seu conhecimento, ele anunciou no Daily Mail que não voltaria para interpretar Bond. No entanto, os produtores o convenceram a retornar apenas duas semanas depois.
Bernard Lee morreu de câncer em 16 de janeiro de 1981, após o início das filmagens em For Your Eyes Only , mas antes que pudesse filmar suas cenas como M , o chefe do MI6, como havia feito nos onze filmes anteriores da série. Por respeito, nenhum novo ator foi contratado para assumir o papel, já que Broccoli se recusou a reformular o personagem e, em vez disso, o roteiro foi reescrito para que o personagem estivesse de licença, permitindo que o chefe da equipe Bill Tanner assumisse o papel como chefe interino do MI6 e instruindo Bond ao lado do Ministro da Defesa.
Chaim Topol foi escalado por sugestão da esposa de Broccoli, Dana, enquanto Julian Glover se juntou ao elenco porque os produtores acharam que ele era estiloso - Glover foi até considerado para interpretar Bond em algum momento, mas Michael G. Wilson afirmou que "quando pensamos nisso pela primeira vez ele era muito jovem, e na época de For Your Eyes Only ele era muito velho ".  Carole Bouquet foi uma sugestão do publicitário da United Artists, Jerry Juroe, e depois que Glen e Broccoli a viram em That Obscure Object of Desire , eles foram a Roma para convidar Bouquet para o papel de Melina.

### Filmagens
As filmagens inciam-se a 2 de Setembro de 1980 no Mar do Norte e continua a 15 de Setembro na Grécia onde é filmada a mansão espanhola do assassino Gonzales. Em outubro, as filmagens foram para outras locações gregas, incluindo Meteora e Achilleion . Em novembro, a unidade principal mudou-se para a Inglaterra, que incluiu trabalho interior em Pinewood, enquanto a segunda unidade filmou cenas subaquáticas nas Bahamas . Em 1 ° de janeiro de 1981, a produção foi transferida para Cortina d'Ampezzo, na Itália, onde as filmagens terminaram em fevereiro. Como não estava nevando em Cortina d'Ampezzo no momento das filmagens, os produtores tiveram que pagar por caminhões para trazer a neve das montanhas próximas, que foi então despejada nas ruas da cidade.
A 6 de Outubro de 1980 Glen prepara uma das maiores cenas de pancadaria de James Bond com os grande rolos cheios de ópio. A 15 de Outubro, realiza-se a cena em que Bond mata a sangue-frio ao dar um pontapé no carro da personagem Locque. Este comportamento manter-se-ia nos seguintes filmes com Timothy Dalton. As cenas do Monastério de São Cirílio foram filmadas nos mosteiros de Metéora, envolvendo política dado que os habitantes locais não queriam as câmaras nos locais. A justiça grega deciciu que o controle daquelas terras é dos poderes locais possibilitando assim as filmagens.
De regresso a Londres Glen realiza a cena do prólogo em que Bond está num helicóptero controlado por Blofeld através de um sistema remoto. Depois do ano novo, a equipa parte para os alpes italianos para filmar a perseguição com o esqui e as motos e as cenas entre Moore e Lynn-Holly Johnson.

### Locações
- Reino Unido - Pinewood Studios (Buckinghamshire), Beckton Gas Works (Londres)
- Itália - Cortina d'Ampezzo
- Grécia - Corfu e Metéora
- Bahamas - cenas subaquáticas[23]

## Música
Bill Conti compôs a trilha sonora e a  música-tema "For Your Eyes Only" foi composta por Conti e o letrista Michael Leeson, e interpretada por Sheena Easton. A canção tornou-se um sucesso nas paradas e fora indicada ao Oscar e o Globo de Ouro.
Easton tornou-se a única artista a participar da sequência de créditos, porque o artista Maurice Binder gostou da sua aparência e resolveu incluir a cantora nos créditos.

## Lançamento e recepção
For Your Eyes Only foi estreado no Odeon Leicester Square em Londres em 24 de junho de 1981 , estabelecendo um recorde de estréia para qualquer filme em qualquer cinema no Reino Unido com uma receita bruta de £ 14.998 (£ 57.909 em 2019 libras ). O filme foi lançado no Reino Unido no mesmo dia. For Your Eyes Only teve sua estreia na América do Norte no Canadá e nos Estados Unidos na sexta-feira, 26 de junho, em aproximadamente 1.100 cinemas.
O filme é estreado a 24 de Junho de 1981 obtendo lucros na ordem dos 195 milhões de dólares ao redor do mundo. Dada a sua abordagem mais séria comparada aos filmes anteriores de Moore, é frequentemente citado por fãs como um dos melhores da série.

### Criticas na epóca
Derek Malcolm no The Guardian não gostou do filme, dizendo que era "muito longo ... e muito chato entre as cenas de ação", embora admitisse que as cenas de ação eram de alta qualidade. De acordo com Malcolm, Bond "habita uma terra de fantasia de violência mais ou menos sem sangue, sexo sem virilha e ingenuidade mascarada como sofisticação superior", com Moore interpretando-o como se estivesse em um "atordoamento bem lubrificado".
David Robinson , escrevendo no The Times, lamentou o fato de que "as partes dramáticas entre as peças do set não contam muito". Como outros críticos da época, seu elogio foi mais direcionado às equipes de dublês; eles estavam "melhores do que nunca neste aqui". O crítico de cinema da revista Time Out foi breve e enérgico: "sem enredo e diálogo pobre, e Moore realmente tem idade suficiente para ser tio daquelas garotas."
Para a imprensa americana, Gary Arnold no The Washington Post achou que o filme era "inegavelmente agradável aos olhos" e acrescentou "talvez muito fácil para evitar que a mente divague e as pálpebras caiam". Arnold também criticou os grandes cenários, chamando-os de "mais pesados do que sensacionais" e que "não havia equivalente aos destaques de ação clássicos que podem ser lembrados prontamente de" From Russia, With Love "ou" You Only Live Twice "ou" The Spy Who Loved Me "ou" Moonraker . "Este é um Bond esperando por algo inspirado para empurrá-lo para o topo." No New York Times, o crítico do Vincent Canby disse que " For Your Eyes Only não é o melhor da série por um longo tiro", embora ele tenha dito que o filme é "entretenimento habilidoso" com um tom que é "consistentemente cômico até quando o material não é."

### Criticas atuais
A opinião sobre o For Your Eyes Only melhorou com o passar do tempo, embora algumas críticas ainda sejam misturadas com positivas: em janeiro de 2019 , o filme tinha 73% de classificação 'fresco' do Rotten Tomatoes , sendo classificado décimo primeiro entre os 24 filmes de Bond. Ian Nathan of Empire dá ao filme apenas duas das cinco estrelas possíveis, observando que o filme "ainda se classifica como um dos Bonds mais esquecíveis já registrados." Em 2006, IGN escolheu For Your Eyes Only como o sexto melhor filme de Bond, alegando que é "um bom conto de espionagem à moda antiga", uma colocação compartilhada por Norman Wilner do MSN , que o considerou "o único Filme de Moore que parece remontar ao apogeu de Connery ", e a Entertainment Weekly escolheu-o como o décimo melhor em 2008, dizendo que era um" retorno ao Bond low-tech e discreto [com] ... alguns de as melhores acrobacias desde os primeiros dias ". Em outubro de 2008, a Time Out reeditou uma crítica de For Your Eyes Only e observou que o filme é "admirável em intenções", mas "parece um pouco sobressalente", em grande parte porque o enredo foi "despojado dos sinos. e assobios que marcam a franquia ". 